# Чапельськ

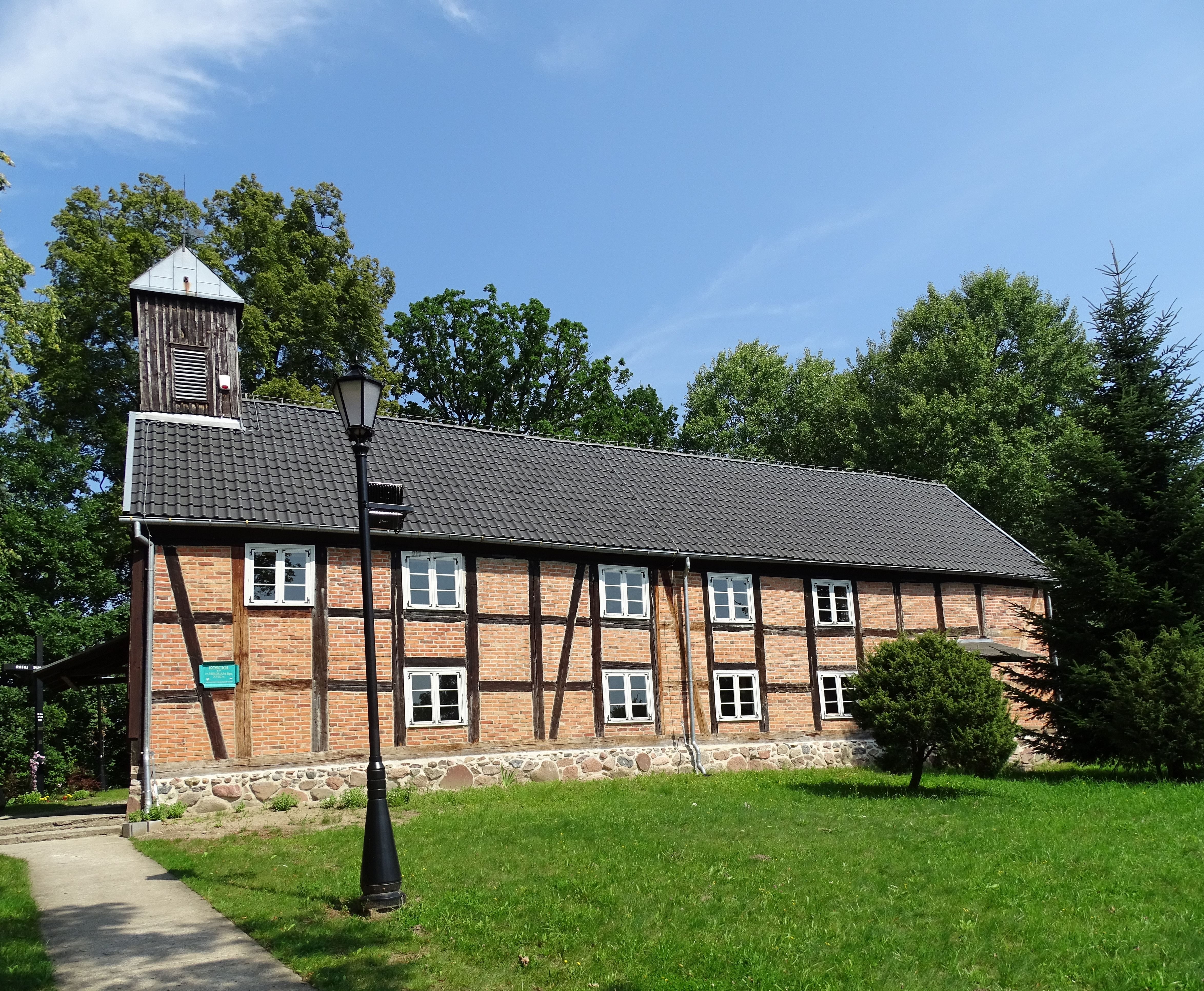
Церква святого Миколая у XVIII ст.

Чапельськ (пол. Czapielsk) — село в Польщі, у гміні Кольбуди Ґданського повіту Поморського воєводства.
Населення — 306 осіб (2011).
У 1975-1998 роках село належало до Гданського воєводства.

## Демографія
Демографічна структура станом на 31 березня 2011 року:
|          | Загалом | Допрацездатний вік | Працездатний вік | Постпрацездатний вік |
| -------- | ------- | ------------------ | ---------------- | -------------------- |
| Чоловіки | 149     | 43                 | 96               | 10                   |
| Жінки    | 157     | 41                 | 92               | 24                   |
| Разом    | 306     | 84                 | 188              | 34                   |